# Årsta SK
Årsta SK war ein schwedischer Sportverein aus Stockholm. Die Fußballmannschaft spielte drei Spielzeiten in der zweithöchsten Spielklasse des Landes.

## Geschichte
Årsta SK gründete sich 1921. Bei der offiziellen Einführung der schwedischen Ligapyramide im Sommer 1928 viertklassig eingeordnet stieg der Verein 1931 in die dritte Liga auf. Hier setzte sich die Mannschaft schnell im vorderen Ligabereich fest. In der Spielzeit 1933/34 dominierte sie ihre Drittligastaffel mit 15 Siegen aus 18 Saisonspielen und distanzierte die Verfolger Uppsala IF und Westermalms IF deutlich. In der zweiten Liga spielte der Verein gegen den Wiederabstieg und beendete die erste Spielzeit vor Åtvidabergs FF und Kalmar FF auf dem letzten Nicht-Abstiegsplatz. In der anschließenden Saison gelang mit einem sechsten Tabellenrang das beste Ergebnis der Vereinsgeschichte, ehe in der Spielzeit 1936/37 als Tabellenletzter der Abstieg folgte.
Nach dem Abstieg setzte sich die Mannschaft von Årsta SK zwar im oberen Tabellendrittel fest, ein erneuter Staffelsieg und damit verbundener Wiederaufstieg gelang jedoch nicht. Ab Mitte der 1940er Jahre in der Tabelle in den mittleren Bereich abrutschend wurde sie im Sommer 1947 Opfer einer Ligareform. Aufgrund einer Verringerung der Anzahl der Drittligastaffeln von 17 auf vier verpasste der Klub als Tabellensechster seiner Staffel den Klassenerhalt und verabschiedet sich vom höherklassigen schwedischen Fußball.
Die Eishockeyabteilung des Vereins nahm in den 1940er Jahren mehrfach an der damals noch im Pokal-Modus ausgetragenen schwedischen Meisterschaft teil. 1968 fusionierte Årsta SK mit dem Lokalrivalen Aspuddens SK zum IFK Aspudden.